# Parras de la Fuente
Parras de la Fuente ist eine Stadt im Süden des mexikanischen Bundesstaates Coahuila mit 33.817 Einwohnern und Verwaltungssitz des Municipio Parras. In der Stadt befinden sich viele Fabriken, die Jeansgewebe produzieren. Seit 2004 ist die Stadt auch offiziell ein Pueblo Mágico.

## Geschichte
Parras de la Fuente wurde 1598 gegründet. 1846 wurde Parras während des Mexikanisch-Amerikanischen Krieges von den Amerikanern besetzt. Der Ort ist bekannt für seine Weine, das sommerliche Weinfest und eine auf einem hohen Felsen erbaute Kirche, die über die Stadt blickt.